# Gare de Buchs
La gare de Buchs (en allemand Bahnhof Buchs SG) est une gare ferroviaire suisse de la ligne de Sargans à Rorschach et de la ligne internationale de Feldkirch à Buchs, située à proximité du centre de la ville de Buchs, circonscription électorale de Werdenberg dans le canton de Saint-Gall.
Mise en service en 1858 par la Compagnie de l'Union-Suisse, c'est une gare des Chemins de fer fédéraux suisses (CFF).

## Situation ferroviaire
Établie à 450 mètres d'altitude, la gare de bifurcation de Buchs SG est située au point kilométrique (PK) 15,90 de la ligne de Sargans à Rorschach (no 880), entre les gares ouvertes de Räfis-Burgerau et de Salez-Sennwald, et elle est l'aboutissement au PK 18,527 de la ligne internationale de Feldkirch à Buchs, après la gare de Schaan - Vaduz (au Liechtenstein).

## Histoire
La gare de Buchs est mise en service le 1er juillet 1858, par la Compagnie de l'Union-Suisse lorsqu'elle ouvre à l'exploitation la « ligne du Rhin » entre Rheineck et Coire,. Les premiers bâtiments construits par JJ Breitinger, sont conçus principalement pour le trafic des marchandises
Le 27 août 1870, un traité est conclu entre la Suisse et l'empire d'Autriche-Hongrie, qui représente également le Liechtenstein, pour préciser notamment les conditions de construction et d'exploitation d'un chemin de fer international de Feldkirch à Buchs. Il y est précisé : l'emplacement du pont sur le Rhin, la concession du tronçon situé sur le territoire suisse, accordée à la Compagnie de chemin de fer du Vorarlberg concessionnaire de l'ensemble de la ligne, les diverses installations devant être présentes en gare pour permettre l'exploitation de trains internationaux, voyageurs et marchandises, avec notamment des voies de service et un bureau des douanes.
Le 24 octobre 1872, la Compagnie de chemin de fer du Vorarlberg met en service la ligne de Feldkirch à Buchs. L'électrification de la ligne de Feldkirch à Buchs est mise en service le 16 décembre 1926, qui accueille pour la première fois un train international. Un premier bâtiment voyageurs, selon les plans de l'architecte JH Bürgi, est inauguré en 1973.
Au début des années 1880, la gare bénéficie du trafic amené par l'axe ferroviaire créé par l'ouverture de la ligne d'Arlberg qui met notamment en relation les gares de Buchs et d'Innsbruck. La gare est agrandie en ajoutant des ailes et des annexes au bâtiment principal.

## Service des voyageurs

### Accueil
Gare CFF, elle dispose d'un bâtiment voyageurs, avec guichets et salle d'attente, ouvert tous les jours. Elle dispose notamment, d'une agence de voyages CFF, de consignes à bagages et d'un service des objets trouvés. Elle est équipée d'automates pour l'achat de titres de transports. C'est une gare accessible aux personnes à la mobilité réduite.

### Desserte
Buchs SG est desservie par de nombreux trains régionaux et internationaux.

### Intermodalité
Un parc pour les vélos et un parking pour les véhicules y sont aménagés.